# Крутоярівка (Прилуцький район)
Крутоя́рівка — село в Україні, у Прилуцькому районі Чернігівської області. Населення становить 117 осіб. Входить до складу Яблунівської сільської громади.  Розташоване за 25 км від райцентру і залізнич. ст. Прилуки.

## Історія
Вперше згадується 1881.  Поблизу села є кургани (2—1 тис. до н. е.).
Село Крутоярівка розмістилося неподалік річки Перевід. Перша згадка про село відома з XVIII століття. Стародавнє село оточували ліси. Єдиний шлях з Яготина в Прилуки завжди був небезпечний в зв'язку з нападами розбійників Телепня. Відомий український письменник Євген Гребінка написав бувальщину «Телепень», в основу покладені дійсні факти з історії села Крутоярівки.
Землі Крутоярівки були вільні, тому в нагороду козакам давали наділи землі. Одним з таких козаків і був Крутояр, який одним із перших одержав наділ і поселився в цій глухомані. Будинок побудував на річці Перевід, займався землеробством, мав слуг. Але основним скарбом була єдина донька — красуня Галя, яка була заручена з сином мельника Петром, який служив у Прилуцькому козацькому полку.
І треба ж такому статися, що розбійнику Телепню Галя також сподобалась. Він викрав Галю. Але Петро поклявся, що врятує кохану, а з бандою покінчить. Він під виглядом утікача, що переховується за вбивство, проситься в банду до Телепня, стає його улюбленцем. Таємно зустрівшись з Галею домовились як вибратись з цього осиного гнізда. Телепень в день Успіння Пресвятої Богородиці приїхав на ярмарок в Густиню, разом з дівчиною. Галя подала знак — впустила хустинку. За цим знаком Телепня було схоплено. А молоді люди побралися і жили щасливо.
Як нагороду за добру справу, чимало козаків отримали землі біля Крутояра. Так утворився хутір, який в честь першого осілого козака Крутояра став називатись Крутоярівським. А може, назва пішла від крутих ярів та балок, яких так багато в Крутоярівці.
Перша згадка про Крутоярівку в історичних джерелах належить до 1787 року. З поразкою шведського війська під Полтавою 1709 року пов'язують знаходження культурно-історичної пам'ятки «Шведські могили» на території земель Крутоярівської сільської Ради. В списку населених пунктів Київського намісництва 1781 року Крутоярівка не згадується. Але вона вже існувала (можливо в цей час під іншою назвою), бо 1787 р. названа слобідкою, у якій налічується 145 душ селян. Під назвою Крутоярівка позначена на карті Малоросійської губернії у 1885 році — це колишнє державне село, яке входило до Яблунівської волості 2-го стану.
Найдавніше знаходження на мапах 1812 рік
У 1862 році у казеному селищі Крутоярівка було 62 двори де жило 502 особи
У 1911 році у селі Крутоярівка була Миколаївська церква, церковно-парафіївська школа та жило 2377 осіб
Мальовничі та неповторні назви частини села, кутків. Гора — назва пішла від місцевості. На кутку Чмихалівка завжди дмуть холодні вітри, «чмише вітер», як кажуть сільчани. Куток Новоселиця — після колективізації утворивсь новий куток, де жили новосели. Царина — куток на окраїні села.
У Крутоярівці є ще два ставки: Мухавиця та Горянський. Щодо першого, його назву пояснити неможливо, а другий ставок — свою назву взяв від власника Горянського. Урочище Глибокий яр — назви і пояснювати не треба, вона — від глибокого яру. Чудові урочища Стемберщина та Хотина.
Поле Кущинське. Назва походить чи від кущів та дерев, а може і від землевласника. Є дві версії. Перехресна дорога. Раніше вона була обсаджена фруктовими та декоративними деревами. А щоб подорожній міг відпочити стояла серед поля лавочка — грибок. Комусь прийшла в голову думка, щоб всі насадження знищити, викорчувати. Ще й зараз сільчани згадують які яблука, вишні росли в саду. Садили навіть кавуни та полуниці.
Рад. окупаційну владу вперше встановлено в січні 1918. Станом на 1988 р. у селі — центральна садиба колгоспу «Авангард» (спеціалізація — м'ясо-молочне тваринництво), відділення зв'язку, 8-річна школа, фельдшерсько-акушер. пункт. Будинок культури на 250 місць, б-ка (7,5 тис. од. зб.). У 1957 встановлено пам'ятний знак на братській могилі рад. воїнів, які полягли 1941 в боях проти гітлерівців.
Зразу після війни городня бригада працювала на славу. Цибулю з Крутоярівки возили аж на ВДНГ у Москву. А Овраменко Хівря Семенівна варила томатну пасту. Був і такий промисел у тодішньому колгоспі. В 1938 році одними з перших у районі, крутоярівчани збудували електростанцію. Відкрили її перед жовтневими святами. Славилась Крутоярівка кіньми. Коні виставлялись на різні змагання та виставки, де займали призові місця. В 50-ті роки колгосп за племінну роботу премійовано машиною «Побєда». Тоді в селі було велике свято.
Є в Крутоярівці своя святиня. Це — криничка за селом. Раніше ходили до неї на десяту п'ятницю після Паски. Зараз криничка замулилась, але ще чекає добрих рук.
Споконвіку у Крутоярівці живуть українці — Овраменки, Паски, Білецькі, нащадки Шкурата. Люди в Крутоярівці веселі та дотепні, люблять все примічати. Звідси чимало сільчан мають прізвиська. Демиди, Дениски та Мирони носять прізвиська від дідів. Є у селі Кабачкові, Барани. Один веселий дідусь напідпитку весь час примовляв до коней «Тпру — тпру — коню» так його і прозвали. Ще один дідок жив із прізвиськом «Ой, я!» бо любив так говорити.
Потопав колись у садах хутір Крутоярівський, прославив його людей у своїй бувальщині Є. Гребінка. Живуть і понині сміливі і щедрі на добро люди у цьому красивому селі. Живуть і продовжують творити історію свого рідного краю.
До 2020 року орган місцевого самоврядування — Крутоярівська сільська рада.

## Політика

### Парламентські вибори, 2019
На позачергових парламентських виборах 2019 року у селі функціонувала окрема виборча дільниця № 740606, розташована у приміщенні сільської ради.
Результати
- зареєстровано 100 виборців, явка 73,00%, найбільше голосів віддано за Всеукраїнське об'єднання «Батьківщина» — 30,14%, за «Слугу народу» — 24,66%, за Радикальну партію Олега Ляшка — 10,96%[5]. В одномандатному окрузі найбільше голосів отримав Сергій Коровченко (самовисування) — 34,29%, за Бориса Приходька (самовисування) — 28,57%, за Дмитра Пахомова (Слуга народу) — 10,00%[6].

## Населення

### Мова
Розподіл населення за рідною мовою за даними перепису 2001 року:
| Мова       | Кількість | Відсоток |
| ---------- | --------- | -------- |
| українська | 236       | 99.16%   |
| російська  | 2         | 0.84%    |
| Усього     | 238       | 100%     |

## Пам'ятки
- Братська могила 3 радянських воїнів[d], які загинули при звільненні села у вересні 1943р. та пам’ятний знак воїнам-односельчанам;

## Відомі люди
Вихідці з села Крутоярівки
- письменник Леус Віталій Миколайович (1946-2017),
- директор Прилуцького агротехнікуму Черніков Павло Іванович,
- кандидат хімічних наук Овраменко Микола Антонович та інші.